# Eupeyerimhoffia archimedis
Eupeyerimhoffia archimedis är en mångfotingart som först beskrevs av Pius Strasser 1965.  Eupeyerimhoffia archimedis ingår i släktet Eupeyerimhoffia och familjen klotdubbelfotingar. Inga underarter finns listade i Catalogue of Life.